# Тиберкуль (озеро)
Тиберку́ль — проточное пресное озеро в Курагинском районе Красноярского края, Россия.

## География
Тиберкуль — самое крупное пресноводное озеро южной части Красноярского края.
Озеро расположено в 85 км к востоку от посёлка Курагино и в 15 км от села Черемшанка, в горной впадине на высоте 443 м над уровнем моря, в долине реки Тюхтяты.
В озере 2 крупных острова (Кедровый и Берёзовый) и около 12 мелких.

## Этимология
В переводе с хакасского, Тиберкуль означает «небесное озеро».

## Характеристики
- пресное озеро, проточное;
- происхождение — ледниковое;
- высота — 443 м над уровнем моря,
- площадь зеркала водоема — 23,8 км²[4];
- водосборная площадь — 136 км²[4];
- наибольшая длина — 13 км;
- наибольшая ширина — 5 км;
- максимальная глубина — 51 м;
- протяжённость береговой линии — 53,4 км;
- сезонное повышение уровня воды — до 1,5 метра;
- толщина ледового покрова — около 90 см.

Впадают реки: Варламиха (через неё соединяется с озером Варлама), Ельцовка, Сидоровка (через неё соединяется с озером Малый Тиберкуль), Черемшанка и ещё две безымянные реки.
Вытекает: Тюхтяты (также: Тюхтят), впадающая в Казыр на 72 км (правый приток).